# Hans Wilhelm Busch
Hans Wilhelm Busch (* 1929) war ein deutscher Beamter der Deutschen Bundespost und Brigadegeneral der Reserve der Bundeswehr.

## Leben
Busch war Mitarbeiter der Deutschen Bundespost, Chef der Frachtpost der Deutschen Bundespost und Präsident der Oberpostdirektion in Münster. Zudem war er von 1989 bis 1990 Leiter des Feldpostwesens der Bundeswehr im Dienstgrad eines Brigadegenerals der Reserve.
1989 wurde Busch das Bundesverdienstkreuz 1. Klasse verliehen.

## Schriften
- Die Begrenzung der Zulassung zum Postzeitungsdienst. In: Die Öffentliche Verwaltung. 1969, S. 623.
- Walter Kohl,  Otmar Haun: Kommentar zur Postzeitungsordnung und Postzeitungsgebührenordnung (= Schriftenreihe zur Organisation und Dienstpostenbewertung der Deutschen Bundespost). (Loseblattsammlung; neu bearbeitet von Hans Wilhelm Busch).